# Júlia Della Rovere
Júlia  Della Rovere (em italiano:  Giulia Feltria della Rovere; Casteldurante, 1531 – Ferrara, 4 de abril de 1563), foi uma nobre italiana que pertencia à dinastia dos Della Rovere, que governava o Ducado de Urbino .

## Biografia
Era filha de Francisco Maria I, Duque de Urbino e de Leonor Gonzaga, vindo a casar com Afonso d'Este, Marquês de Montecchio, filho ilegítimo de Afonso I d'Este, duque de Ferrara, e de Laura Dianti. O matrimónio é celebrado a 3 de janeiro de 1549.
Do seu casamento nasceram os seguintes filhos:
- Alfonsino (Alfonsino) (1560–1578), casou com a prima Marfisa d'Este;
- César (Cesare) (1562–1628), casou com Virgínia de Médici. Apesar da legitimidade da sucessão ter sido reconhecida pelo imperador Rodolfo II, o papa Clemente VIII não reconheceu a sua legitimidade, e como Ferrara era um feudo papal, a família Este perdeu o Ducado de Ferrara.
- Leonor (Eleonore) (1561–1637), casou com Carlo Gesualdo di Venosa;
- Hipólita (Ippolita) (1565–1602), casou com Frederico II Pico, Duque de Mirandola.

Júlia morre em 1563 e Afonso volta a casar com Violante Signa, de quem tem três outros filhos.
Existe um célebre quadro, pintado por Tiziano, hoje exposto em Florença no Palácio Pitti, que retrata Júlia Della Rovere.